# François Damiens
François Damiens (Uccle, 17 de janeiro de 1973) é um ator e humorista belga.

## Filmografia

### Ator
- 2000: La Commune (Paris, 1871) de Peter Watkins: Um reparador de fuzis da Guarda Nacional
- 2001: Le Grand Jeu (telefilme) de Eduardo Martin: Thomas (sob o pseudónimo Brian Courts)
- 2006: OSS 117 : Le Caire, nid d'espions de Michel Hazanavicius: Raymond Pelletier
- 2006: Dikkenek de Olivier Van Hoofstadt: Claudy Focant
- 2007: Cowboy de Benoît Mariage : Franz
- 2007: Taxi 4 de Gérard Krawczyk: Serge
- 2007: Mariage surprise (telefilme) de Arnaud Sélignac: O fornecedor
- 2007: Le Premier Venu de Jacques Doillon: O agente imobiliário
- 2008: 15 ans et demi de François Desagnat: Jean Maxence
- 2008: JCVD de Mabrouk El Mechri: O comissário Bruges
- 2008: La Personne aux deux personnes de Nicolas & Bruno: None, o médico
- 2008: Les Hauts Murs de Christian Faure: O supervisor-chefe
- 2008: Seuls two de Eric et Ramzy: O jogador de curling
- 2008: Les enfants de Timpelbach de Nicolas Bary: O homem das entregas
- 2009: Incognito de Éric Lavaine: O turista belga
- 2009: Le Petit Nicolas de Laurent Tirard: Sr Blédurt
- 2009: La Famille Wolberg de Axelle Ropert: Simon Wolberg
- 2010: Protéger et Servir de Eric Lavaine: Roméro
- 2010: L'Arnacoeur de Pascal Chaumeil: Marc
- 2010: Krach de Fabrice Genestal: Um comerciante
- 2011: Rien à déclarer de Dany Boon: Jacques Janus
- 2011: Une Pure Affaire de Alexandre Coffre: David Pelame
- 2011: Ni à vendre ni à louer de Pascal Rabaté: Sr. Fraises
- 2011: La Délicatesse de Stéphane e David Foenkinos: Markus
- 2012: Torpedo de Matthieu Donck
- 2012: Quartier Libre de Frédéric Fonteyne
- 2012: Les kaira de Franck Gastambide
- 2014: "La Famille Bélier" de Éric Lartigau

### Ator de voz
Dobrador original.
- 2009: Bob et Bobette : Les Diables du Texas: o xerife
- 2011: Le Chat du rabbin : Tintin